# Hantje de Jong
Hantje de Jong (Burgwerd, 11 maart 1906 - Rotterdam, 28 oktober 1944) was een Nederlandse predikant van de gereformeerde kerk in Rotterdam-Charlois (1941-1944) en verzetsstrijder. Hantje was actief betrokken bij de Landelijke Organisatie voor Hulp aan Onderduikers (LO), de illegale Anti-Revolutionaire Partij en de Albrechtgroep.
De Jong werd eind oktober 1944 door de Waffen-SS gefusilleerd.

## Trivia
In Rotterdam is een straat naar hem vernoemd, de Hantje De Jongstraat.
In Leeuwarden wordt Hantje de Jong herdacht op een muurschildering in de hal van Christelijk Gymnasium Beyers Naudé, het vroegere Gereformeerd Gymnasium, waar hij leerling was.
- International Standard Name Identifier: 0000 0003 8709 1816
- Nederlandse Thesaurus van Auteursnamen: 100446213
- Virtual International Authority File: 279991508
- WorldCat: E39PBJx4rpVwqMyYDpcVYYKw4q

1. ↑  Hantje de Jong - Predikant en Verzetsstrijder. Geraadpleegd op 17 februari 2021.